# Rasmus Frandsen
Rasmus Peter Frandsen (Årslev, Faaborg-Midtfyn, Syddanmark, 17 d'abril de 1886 – Næstved, Sjælland, 5 de desembre de 1974) va ser un remer danès que va competir a començaments del segle xx.
El 1912 va prendre part en els Jocs Olímpics d'Estocolm, on guanyà la medalla de bronze en la competició del quatre amb timoner del programa de rem, formant equip amb Erik Bisgaard, Mikael Simonsen, Poul Thymann i Ejgil Clemmensen.